# Think Media
Think Media, voorheen bekend als Groep De Beukelaar, was een Belgische investeringsmaatschappij die actief was in de media-, vastgoed- en reclamesector.

## Historiek
In 1992 kwam de beursschelp Fabrieken Gebroeders De Beukelaar in handen van de holding Livius van Maurice De Velder die er zijn afficheactiviteiten Business Panel in onderbracht. Daarnaast was de groep actief in de vastgoed- (DB Invest) en reclamesector (NV De Streep), dewelke reclameruimte verkocht op bussen en trams van De Lijn. Voorts participeerde De Beukelaar ook in de Regionale omroep ATV en de Regionale Audiovisuele Regie (RAR). Het aandeel stond aanvankelijk genoteerd op de beurs van Antwerpen. Na de samenvoeging van deze beurs op 2 januari 1998 met de beurs van Brussel werd het aandeel opgenomen op de 'contantmarkt met enkele fixing'. Op dat moment waren 55% van de aandelen in het bezit van de familie De Velder, 14,9% was in handen van De Vaderlandsche en telkens 5,02% van zowel Lessius Ventures als Alpinvest Holding. De resterende 20,06% was vrij verhandelbaar op de beurs.
In augustus 2000 nam de investeringsmaatschappij een belang in het mediabedrijf De Vrije Pers en in 4FM. De uitgeverij werd hierbij ondergebracht in de mediapoot van het bedrijf, Th!nk Media. In november van datzelfde jaar werd het straatreclamebedrijf Publi Ritz overgenomen van concurrent Maxime, onderdeel van mediagroep Van Dyck. Het aandeel van de investeringsmaatschappij maakte dat jaar een spectaculaire groei door van 30 naar 150 euro. In februari 2001 werd met de Nederlandse investeringsmaatschappij BlueFount Investments een joint venture opgericht met als doel op de Nederlandse markt media-activiteiten te ontwikkelen. In augustus 2001 ten slotte werd bekendgemaakt dat De Beukelaar hernoemd werd tot Think Media.
Eind maart 2002 werd vervolgens bekend dat er door het Antwerpse parket een dossier werd geopend tegen Think Media. Reeds bij de aanvang van dat jaar was er door de onderzoeksrechter een beslag gelegd op 10.000 aandelen van dit bedrijf die in handen waren van Frank Verstraeten, uitbater van de discotheek Zillion te Antwerpen. In april volgde de voorlopige hechtenis van De Velder en op 10 juni van dat jaar werd vervolgens bekendgemaakt dat de notering van het aandeel De Beukelaer werd geschorst. In augustus 2002 werd bekend dat Tony Gram de nieuwe topman werd bij Think Media, dat vanaf augustus van dat jaar ook onder die naam op Euronext genoteerd stond. Op 22 november 2002 werden de 4FM-aandelen verkocht aan investeringsmaatschappij Deficom. In januari 2003 kwam gewezen topman De Velder vrij op borgtocht.
Op 18 februari 2006 maakte de groep haar terugkeer op de radiomarkt en verwierf ze 33% van de aandelen van Cool FM, een radioketen met 18 radiostations. Tevens werd in december van datzelfde jaar een minderheidsaandeel van 28,31% verworven in Affichage Nouvel Essor, alsook de volledige controle over Littoral Publicité, beiden actief in buitenreclame. In 2007 werd de infotainment-website clint.be gelanceerd met een opmerkelijke campagnes geïnspireerd door de op dat moment actuele Belgische verkiezingen., de regie van de website gebeurde door Paratel. In september 2007 werd vervolgens bekendgemaakt dat er een meerderheidsparticipatie werd genomen in concurrent Meta Media, waarvan de overname werd afgerond in januari 2008. Kort hieraan voorafgaand, in december 2007, kwam ook Tony Gram in opspraak, na een klacht van Think Media. Deze werd vervolgens wegens schriftvervalsing doorverwezen naar de correctionele rechtbank. Deze zaak kwam voor in juni 2016, maar Gram werd vrijgesproken. In mei en juni 2008 ten slotte vond voor de correctionele rechtbank van Antwerpen het proces rond onder meer De Vrije Pers, Think Media en Maurice De Velder plaats met betrekking tot valsheid in geschrifte, misbruik van vennootschapsgoederen, omkoping, misbruik van vertrouwen en witwaspraktijken in de periode 1997-2002. Hierbij werd De Velder aanvankelijk veroordeeld tot een boete van 375.000 euro, een beroepsverbod van tien jaar en drie jaar cel. Think Media kreeg een boete van 100.000 euro en De Vrije Pers een van 10.000. In maart 2009 werd deze zaak voor het Antwerpse hof van beroep behandeld. Waar De Velder tijdens het proces in eerste aanleg nog voor de vrijspraak pleitte, betwistte hij in beroep niet langer zijn schuld. Het Openbaar Ministerie milderde van haar kant de strafvordering: twee jaar cel met uitstel en een boete van 375.000 euro, waarvan 125.000 euro effectief. Tevens stelde parketmagistraat Chris Nys tijdens zijn requisitoir herhaaldelijk 'dat het Openbaar Ministerie en de verdediging elkaar hadden gevonden', een verwijzing naar het overleg tussen parket en verdediging in aanloop naar het proces ('plea bargaining'). Deze straf werd tijdens de uitspraak door het hof van beroep bevestigd. Think Media en dochterbedrijven De Vrije Pers en Think Media Outdoor kregen opschorting van straf.
In 2009 werd de shockblog zattevrienden.be overgenomen, de redactie hiervan werd geïntegreerd in clint.be. In januari 2010 werd een meerderheidsbelang van 60,34% verworven in televisiezender Life!tv na een herkapitalisatie. In 2011 werd Motornet.be overgenomen en geïntegreerd in het motorportaal Demotorsite.be. Tevens werd er een Franstalige versie ontwikkeld onder de naam Moto-online.be. In maart van datzelfde jaar verhuisde de onderneming naar de Waaslandhaven op Linkeroever en in mei werd de controle over voetbal-website tweedeklasse.be verworven. In februari 2012 werd dochteronderneming De Vrije Pers omgevormd tot Think Media Magazines en in september volgde de fusie door opslorping van Meta Media. In april van dat jaar ten slotte werd Jorn Van Besauw aangesteld tot publishing manager van de groep. In het najaar van 2013 werd Life!tv omgevormd tot JUST.
In juni 2015 verkreeg Think Media Magazines bescherming tegen haar schuldeisers van de Antwerpse rechtbank van koophandel en in het kader van de WCO-procedure werd een gerechtelijk mandataris aangesteld om een overnemer te zoeken voor de tijdschriften en websites van de groep. P-Magazine, Culinaire Ambiance en haar Franstalige tegenhanger Ambiance Culinaire werden daarbij overgenomen door Mediageuzen, een ander bedrijf van Maurice De Velder. Ché, Menzo, Motoren & Toerisme en het Franstalig zusterblad Moto & Loisirs werden overgenomen door uitgeverij Cascade.
In januari 2016 ging wat restte van Think Media in vereffening, op 1 april volgde het faillissement. De afhamering van de inboedel vond plaats op 7 november 2015.